# Cinq pièces pour orchestre (Schönberg)
Pour les articles homonymes, voir Cinq pièces pour orchestre.
Les Cinq pièces pour orchestre (« Fünf Orchesterstücke »), op. 16 sont un cycle de cinq pièces pour orchestre d'Arnold Schönberg. Composées entre mai et aout 1909, elles sont créées le 3 septembre 1912 à Londres aux promenade concerts sous la direction d'Henry Wood. Il existe deux versions avec un effectif réduit, l'une de 1925 pour ensemble de chambre, l'autre de 1949 pour petit orchestre.

## Structure
1. « Vorgefühle », Sehr rasch. (« Pressentiments », très rapide)
2. « Vergangenes », Mässig. (« Le Passé », modéré)
3. « Farben », Mässig. (« Couleurs », modéré) appelé aussi Sommermorgen an einem See (« Matin d'été au bord d'un lac »): centre de gravité de l'œuvre basé sur un accord de cinq sons selon le principe de la mélodie de timbres (klangfarbenmelodie).
4. « Peripetie », Sehr rasch. (« Péripétie », très rapide)
5. « Das obligate Rezitativ », Bewegen. (« Le Récitatif obligé », émouvant)

- Durée d'exécution : seize minutes

Cette œuvre approfondit la notion de « chromatisme total ». Écrite à une période de crise personnelle et artistique pour Schönberg, elle semble en refléter les tensions et la violence extrême. Esthétiquement, cette musique entre en parallèle avec le mouvement expressionniste de la même époque, en particulier dans son intérêt pour l'inconscient et la folie naissante.

## Instrumentation
Les cinq pièces sont écrites pour deux piccolos, trois flûtes, deux hautbois, deux cors anglais, deux clarinettes, clarinette en Mi bémol, clarinette basse, trois bassons, contrebassons, quatre cors d'harmonie, trois trompettes, trois trombones, tuba, timbales, percussion, harpe, célesta et cordes.

## Discographie sélective
- L'Orchestre symphonique de la BBC dirigé par Pierre Boulez CBS